# Wiktor Donskich
Wiktor Wasiljewicz Donskich (ros. Ви́ктор Васи́льевич Донски́х, ur. 8 lipca 1935 w Krasnodonie, zm. 4 października 2022) – radziecki działacz partyjny, Bohater Pracy Socjalistycznej (1973).

## Życiorys
Od 1949 w Lipiecku, w 1958 ukończył Woroneski Instytut Rolniczy, pracował na stacji remontowo-technicznej w obwodzie lipieckim, później w zjednoczeniach techniki gospodarki rolnej. Od 1960 członek KPZR, w latach 1965–1966 szef rejonowego zarządu gospodarki rolnej, między 1966 a 1970 przewodniczący rejonowego komitetu wykonawczego, w latach 1970–1978 I sekretarz rejonowego komitetu KPZR. Przez dwa lata (1978–1980) sekretarz Komitetu Obwodowego KPZR w Lipiecku, w latach 1980-1989 przewodniczący Obwodowego Komitetu Wykonawczego w Lipiecku, od września 1989 do 14 sierpnia 1991 I sekretarz Komitetu Obwodowego KPZR w Lipiecku, między 1990 a 1991 członek KC KPZR. Również w latach 1990–1991 deputowany do Rady Najwyższej RFSRR. Od 2005 honorowy obywatel obwodu lipieckiego.

## Odznaczenia
- Medal Sierp i Młot Bohatera Pracy Socjalistycznej (11 grudnia 1973)
- Order Lenina (11 grudnia 1973)
- Order Czerwonego Sztandaru Pracy (dwukrotnie – 1971 i 1985)

oraz inne medale.